# Mason Jones
Mason Christopher Jones (Dallas, 21 luglio 1998) è un cestista statunitense.

## Statistiche

### College
| Anno      | Squadra         | PG | PT | MP   | TC%  | 3P%  | TL%  | RP  | AP  | PRP | SP  | PP   |
| --------- | --------------- | -- | -- | ---- | ---- | ---- | ---- | --- | --- | --- | --- | ---- |
| 2018-2019 | Ark. Razorbacks | 34 | 26 | 29,3 | 40,4 | 36,5 | 80,4 | 3,9 | 2,8 | 0,9 | 0,1 | 13,6 |
| 2019-2020 | Ark. Razorbacks | 31 | 30 | 33,9 | 45,3 | 35,1 | 82,6 | 5,5 | 3,4 | 1,6 | 0,2 | 22,0 |
| Carriera  | Carriera        | 65 | 56 | 31,5 | 43,1 | 35,8 | 81,9 | 4,6 | 3,1 | 1,2 | 0,2 | 17,6 |

### NBA

#### Regular Season
| Anno      | Squadra            | PG | PT | MP   | TC%  | 3P%  | TL%  | RP  | AP  | PRP | SP  | PP  |
| --------- | ------------------ | -- | -- | ---- | ---- | ---- | ---- | --- | --- | --- | --- | --- |
| 2020-2021 | Houston Rockets    | 26 | 1  | 11,8 | 41,2 | 35,9 | 61,4 | 2,0 | 1,5 | 0,2 | 0,0 | 5,8 |
| 2020-2021 | Philadelphia 76ers | 6  | 0  | 4,5  | 55,6 | 50,0 | 71,4 | 0,7 | 0,5 | 0,2 | 0,0 | 2,7 |
| 2021-2022 | L.A. Lakers        | 4  | 0  | 12,8 | 46,7 | 25,0 | 80,0 | 2,5 | 1,0 | 0,5 | 0,0 | 6,8 |
| 2023-2024 | Sacramento Kings   | 5  | 0  | 5,6  | 25,0 | 28,6 | 50,0 | 1,0 | 1,0 | 0,2 | 0,0 | 1,4 |
| 2024-2025 | Sacramento Kings   | 10 | 0  | 4,5  | 50,0 | 12,5 | 80,0 | 0,9 | 1,1 | 0,0 | 0,1 | 2,3 |
| Carriera  | Carriera           | 51 | 1  | 9,0  | 42,7 | 32,9 | 66,3 | 1,5 | 1,2 | 0,2 | 0,0 | 4,4 |

### G League
| Anno       | Squadra          | PG  | PT  | MP   | TC%  | 3P%  | TL%  | RP  | AP  | PRP | SP  | PP   |
| ---------- | ---------------- | --- | --- | ---- | ---- | ---- | ---- | --- | --- | --- | --- | ---- |
| 2021-2022  | South Bay Lakers | 40  | 30  | 35,1 | 51,0 | 40,7 | 81,5 | 6,6 | 6,5 | 1,5 | 0,1 | 23,3 |
| 2022-2023  | Capitanes C.M.   | 38  | 36  | 35,2 | 52,8 | 42,9 | 81,6 | 4,5 | 6,5 | 1,3 | 0,2 | 21,3 |
| 2023-2024  | Stockton Kings   | 26  | 24  | 31,0 | 50,2 | 45,9 | 83,3 | 5,3 | 8,1 | 0,9 | 0,5 | 15,5 |
| 2024-2025† | Stockton Kings   | 27  | 27  | 35,9 | 49,2 | 44,7 | 79,0 | 5,1 | 7,9 | 1,3 | 0,3 | 23,6 |
| Carriera   | Carriera         | 131 | 117 | 34,8 | 50,9 | 43,4 | 81,3 | 5,4 | 7,1 | 1,3 | 0,2 | 21,2 |

## Palmares

### Squadra
- Campione NBA G League (2025)

### Individuale
- NBA G League Finals MVP (2025)